# Maria Paudler

Maria Paudler um 1928 auf einer Fotografie von Alexander Binder

Maria Therese Paudler (* 20. Juni 1905 in Bodenbach, Böhmen, Österreich-Ungarn; † 17. August 1990 in München) war eine deutsche Schauspielerin.

## Leben
Die aus dem Sudetenland stammende Tochter eines Architekten besuchte zunächst eine Handels- und Nähschule. Auf Empfehlung des Schauspielers Wilhelm Klitsch ging sie gegen Ende des Ersten Weltkriegs zur Schauspielausbildung an die Akademie für Musik und darstellende Kunst in Prag.
In Aussig erhielt die 16-Jährige mit Gretchen in Gothes Faust  Teil 1 im Oktober 1921 unter der Regie von Alfred Huttig (1882–1952)  ihre erste Rolle. Dann agierte sie am Landestheater Prag, und 1923 holte sie Leopold Jessner als Partnerin von Alexander Moissi nach Berlin ans Preußische Staatstheater. Seit 1926 sah man sie vier Jahre lang regelmäßig in Kinofilmen. Nach ihrem Debutfilm „Die vom anderen Ufer“ spielte sie in den 20er-Jahren zahlreiche starke Frauenrollen u. a. in „Mein Freund Harry“ (1927). 
1930 brachten sie Engagements unter anderem an die Berliner Spielstätten Komödienhaus und die Volksbühne sowie an das Wiener Theater in der Josefstadt und an das Deutsche Theater nach München. Im Film war sie nur noch sporadisch vertreten, meist nur noch in Nebenrollen. Ihre Karriere im Deutschen Reich beschloss sie 1941 mit der Rolle einer Tante der Hauptdarstellerin Heli Finkenzeller im schwankhaften Lustspiel „Ehe man Ehemann wird“.
Nach der Vertreibung aus dem Sudetenland 1945 ging Maria Paudler nach Dresden, wo sie bis 1948 sowohl auftrat als auch inszenierte. 1949 bis 1951 war sie nach einem schweren Autounfall zu einer Pause gezwungen, da Erblindungsgefahr bestand. 1950 kam sie aus der DDR über Berlin nach Hamburg. Zeitweilig leitete sie ein eigenes Tourneetheater. In späteren Jahren sah man sie oft in Fernsehproduktionen, wie Der Kommissar und 1985 in Polizeiinspektion 1, ihrer letzten Rolle. 1968 wurde sie mit einem Bambi ausgezeichnet, 1982 erhielt sie für langjähriges und hervorragendes Wirken im deutschen Film das Filmband in Gold.
Maria Paudler war in erster Ehe mit dem Schauspieler Georg Mark-Czimeg verheiratet, danach mit dem Schauspieler Harry Liedtke liiert. Aus ihrer zweiten Ehe mit dem Regisseur und Schauspieler Kurt Skalden (1895–1975) stammte ihr Sohn, der Schauspieler Norbert Skalden (1936–1981).
1977 veröffentlichte Paudler ihre Memoiren: …auch Lachen will gelernt sein.
Sie ruht auf dem Friedhof am Perlacher Forst.

## Filmografie
- 1926: Der Jüngling aus der Konfektion
- 1926: Der Veilchenfresser
- 1926: Madame wünscht keine Kinder
- 1926: Man spielt nicht mit der Liebe
- 1927: Die Lorelei
- 1927: Wochenendzauber
- 1927: Das gefährliche Alter
- 1927: Der Bettelstudent
- 1927: Orientexpress
- 1927: Die indiskrete Frau
- 1927: Die weiße Spinne
- 1927: Kleinstadtsünder
- 1927: Mein Freund Harry
- 1928: Der Raub der Sabinerinnen
- 1928: Ein Mädel mit Temperament
- 1928: Dragonerliebchen
- 1928: Majestät schneidet Bubiköpfe
- 1928: Heiratsfieber
- 1928: Das letzte Fort
- 1929: Die fidele Herrenpartie
- 1929: Liebe im Schnee
- 1929: Das närrische Glück
- 1930: Ehestreik
- 1930: Oh Mädchen, mein Mädchen, wie lieb ich Dich
- 1930: Die große Sehnsucht
- 1930: Der Korvettenkapitän
- 1930: Zwei Welten
- 1931: Einer Frau muß man alles verzeih’n
- 1931: Der falsche Ehemann
- 1931: Solang’ noch ein Walzer von Strauß erklingt
- 1931: Strohwitwer
- 1933: Wenn am Sonntagabend die Dorfmusik spielt
- 1934: Der junge Baron Neuhaus
- 1936: Unsterbliche Melodien
- 1936: Junges Blut
- 1938: Das Verlegenheitskind
- 1938: Ein Mädchen geht an Land
- 1941: Ehe man Ehemann wird
- 1951: Professor Nachtfalter
- 1952: Einmal am Rhein
- 1953: Keine Angst vor großen Tieren
- 1954: Keine Angst vor Schwiegermüttern
- 1954: Eine Liebesgeschichte
- 1957: Ferien auf Immenhof
- 1958: Grabenplatz 17
- 1970: Miss Molly Mill (Fernsehserie, Folge: Bombenshow)
- 1984: Polizeiinspektion 1 (Fernsehserie, Folge: Zwei Furchen auf dem Sonnenberg)